# Raeburn Shield
 (avril 2024).
Si vous disposez d'ouvrages ou d'articles de référence ou si vous connaissez des sites web de qualité traitant du thème abordé ici, merci de compléter l'article en donnant les références utiles à sa vérifiabilité et en les liant à la section « Notes et références ».
 (avril 2024).
Pour les articles homonymes, voir Raeburn.
Le Raeburn Shield (« bouclier Raeburn ») est une distinction honorifique, non officielle, de rugby à XV. Elle est conçue sur le principe d'un championnat du monde perpétuel, similaire à un titre mondial de boxe ou au bouclier Ranfurly en Nouvelle-Zélande. Le trophée porte le nom de Raeburn Place, site du tout premier match international entre l'Écosse et l'Angleterre, le 27 mars 1871.

## Histoire
Bien que le Raeburn Shield ne soit pas un trophée physique et n'ait pas de reconnaissance officielle par les instances dirigeantes du rugby, il jouit d'une popularité notable[réf. nécessaire]. En effet, son sort étant décidé sur un seul match, il y a plus de chances qu'un outsider parvienne à obtenir le titre. C'est ainsi que la Roumanie en 1984 a détenu le titre alors qu'elle n'est jamais sortie de poule d'une Coupe du monde de rugby.
Un autre avantage réside dans le grand nombre de matchs pour le titre, qui se produisent beaucoup plus fréquemment que la Coupe du monde. Par exemple, lors de la Coupe du monde de rugby 1999, le trophée a, en quelques semaines, été successivement détenu par le pays de Galles, les Samoa, l'Écosse, la Nouvelle-Zélande, la France et enfin l'Australie, vainqueur final de la compétition.

### Équipes détentrices
En un siècle et demi, seules douze nations ont gagné ce titre virtuel. La table suivante reprend les années de première détention et de dernière :
| Rang | Nation           | Première détention | Dernière détention |
| ---- | ---------------- | ------------------ | ------------------ |
| 1    | Écosse           | 1871–1872          | 2022               |
| 2    | Angleterre       | 1872–1877          | en cours           |
| 3    | Irlande          | 1887               | 2024               |
| 4    | Pays de Galles   | 1888               | 2022               |
| 5    | Afrique du Sud   | 1906–1913          | 2023–2024          |
| 6    | Nouvelle-Zélande | 1921               | 2024               |
| 7    | Australie        | 1929               | 2021               |
| 8    | France           | 1964–1965          | 2024–2025          |
| 9    | Roumanie         | 1984               | 1984               |
| 10   | Argentine        | 1985               | 1986               |
| 11   | Samoa            | 1999               | 1999               |
| 12   | Japon            | 2013               | 2019               |

## Équipes détentrices
Signification des abréviations anglaises :
- G goal : but
- T try : essai.

| Match | Défenseur        | Score         | Challenger       | Date               | Défense réussie | Jours de détention |
| ----- | ---------------- | ------------- | ---------------- | ------------------ | --------------- | ------------------ |
| 1     | Angleterre       | 0G–1G         | Écosse           | 27 mars 1871       | –               | –                  |
| 2     | Écosse           | 1G–2G         | Angleterre       | 5 février 1872     | 0               | 315                |
| 3     | Angleterre       | 0G–1G         | Écosse           | 5 mars 1877        | 4               | 1 855 ~5 ans       |
| 4     | Écosse           | 1G–2G         | Angleterre       | 28 février 1880    | 2               | 1 090 ~3 ans       |
| 5     | Angleterre       | 0G–0G(2T)     | Écosse           | 4 mars 1882        | 1               | 735 ~2 ans         |
| 6     | Écosse           | (1T)0G–(2T)0G | Angleterre       | 3 mars 1883        | 0               | 364                |
| 7     | Angleterre       | 0G–2G         | Irlande          | 5 février 1887     | 9               | 1 435 ~4 ans       |
| 8     | Irlande          | 0–2G          | Écosse           | 19 février 1887    | 0               | 14                 |
| 9     | Écosse           | 0–0G(1T)      | Pays de Galles   | 4 février 1888     | 1               | 350                |
| 10    | Pays de Galles   | 0–2G          | Irlande          | 3 mars 1888        | 0               | 28                 |
| 11    | Irlande          | 0–1G          | Écosse           | 10 mars 1888       | 0               | 7                  |
| 12    | Écosse           | 0–6           | Angleterre       | 1er mars 1890      | 4               | 721 ~2 ans         |
| 13    | Angleterre       | 3–9           | Écosse           | 7 mars 1891        | 3               | 371                |
| 14    | Écosse           | 0–5           | Angleterre       | 5 mars 1892        | 2               | 364                |
| 15    | Angleterre       | 11–12         | Pays de Galles   | 7 janvier 1893     | 0               | 308                |
| 16    | Pays de Galles   | 3–24          | Angleterre       | 6 janvier 1894     | 2               | 364                |
| 17    | Angleterre       | 5–7           | Irlande          | 3 février 1894     | 0               | 21                 |
| 18    | Irlande          | 3–6           | Angleterre       | 2 mars 1895        | 2               | 364                |
| 19    | Angleterre       | 3–6           | Écosse           | 9 mars 1895        | 0               | 35                 |
| 20    | Écosse           | 0–6           | Pays de Galles   | 25 janvier 1896    | 0               | 322                |
| 21    | Pays de Galles   | 4–8           | Irlande          | 14 mars 1896       | 0               | 49                 |
| 22    | Irlande          | 3–8           | Écosse           | 20 février 1897    | 1               | 343                |
| 23    | Écosse           | 3–12          | Angleterre       | 13 mars 1897       | 0               | 21                 |
| 24    | Angleterre       | 6–9           | Irlande          | 5 février 1898     | 0               | 329                |
| 25    | Irlande          | 0–8           | Écosse           | 19 février 1898    | 0               | 14                 |
| 26    | Écosse           | 3–9           | Irlande          | 18/02/1899         | 1               | 364                |
| 27    | Irlande          | 4–15          | Angleterre       | 3 février 1900     | 1               | 350                |
| 28    | Angleterre       | 0–13          | Pays de Galles   | 5 janvier 1901     | 1               | 336                |
| 29    | Pays de Galles   | 8–18          | Écosse           | 9 février 1901     | 0               | 35                 |
| 30    | Écosse           | 5–14          | Pays de Galles   | 1er février 1902   | 2               | 357                |
| 31    | Pays de Galles   | 0–6           | Écosse           | 7 février 1903     | 2               | 371                |
| 32    | Écosse           | 3–21          | Pays de Galles   | 6 février 1904     | 2               | 364                |
| 33    | Pays de Galles   | 12–14         | Irlande          | 12 mars 1904       | 0               | 35                 |
| 34    | Irlande          | 3–10          | Pays de Galles   | 11 mars 1905       | 2               | 364                |
| 35    | Pays de Galles   | 6–11          | Irlande          | 10 mars 1906       | 3               | 364                |
| 36    | Irlande          | 12–15         | Afrique du Sud   | 24 novembre 1906   | 0               | 259                |
| 37    | Afrique du Sud   | 5–13          | Nouvelle-Zélande | 13 aout 1921       | 7               | 5376 ~14,7 ans     |
| 38    | Nouvelle-Zélande | 5–9           | Afrique du Sud   | 27 aout 1921       | 0               | 14                 |
| 39    | Afrique du Sud   | 6–7           | Nouvelle-Zélande | 21 juillet 1928    | 2               | 2520 ~7,7 ans      |
| 40    | Nouvelle-Zélande | 6–11          | Afrique du Sud   | 18 aout 1928       | 0               | 28                 |
| 41    | Afrique du Sud   | 5–13          | Nouvelle-Zélande | 1er septembre 1928 | 0               | 14                 |
| 42    | Nouvelle-Zélande | 8-9           | Australie        | 6 juillet 1929     | 0               | 308                |
| 43    | Australie        | 13–20         | Nouvelle-Zélande | 12 septembre 1931  | 2               | 798 ~2,2 ans       |
| 44    | Nouvelle-Zélande | 17–22         | Australie        | 2 juillet 1932     | 0               | 294                |
| 45    | Australie        | 3–21          | Nouvelle-Zélande | 16 juillet 1932    | 0               | 14                 |
| 46    | Nouvelle-Zélande | 11–25         | Australie        | 11 aout 1934       | 1               | 756 ~2 ans         |
| 47    | Australie        | 6–11          | Nouvelle-Zélande | 5 septembre 1936   | 1               | 756 ~2 ans         |
| 48    | Nouvelle-Zélande | 6–13          | Afrique du Sud   | 4 septembre 1937   | 2               | 364                |
| 49    | Afrique du Sud   | 14-18         | Australie        | 5 septembre 1953   | 11              | 5845 ~16 ans       |
| 50    | Australie        | 8–18          | Afrique du Sud   | 19 septembre 1953  | 0               | 14                 |
| 51    | Afrique du Sud   | 6–10          | Nouvelle-Zélande | 14 juillet 1956    | 3               | 1029 ~2,8 ans      |
| 52    | Nouvelle-Zélande | 3–8           | Afrique du Sud   | 4 aout 1956        | 0               | 21                 |
| 53    | Afrique du Sud   | 10–17         | Nouvelle-Zélande | 18 aout 1956       | 0               | 14                 |
| 54    | Nouvelle-Zélande | 3–6           | Australie        | 6 septembre 1958   | 4               | 749 ~2 ans         |
| 55    | Australie        | 8–17          | Nouvelle-Zélande | 20 septembre 1958  | 0               | 14                 |
| 56    | Nouvelle-Zélande | 0–13          | Afrique du Sud   | 25 juin 1960       | 0               | 644 ~1,8 an        |
| 57    | Afrique du Sud   | 3–11          | Nouvelle-Zélande | 23 juillet 1960    | 0               | 28                 |
| 58    | Nouvelle-Zélande | 3–8           | Afrique du Sud   | 27 aout 1960       | 1               | 35                 |
| 59    | Afrique du Sud   | 5–9           | Australie        | 10 aout 1963       | 9               | 1078 ~3 ans        |
| 60    | Australie        | 6–22          | Afrique du Sud   | 7 septembre 1963   | 1               | 28                 |
| 61    | Afrique du Sud   | 6–8           | France           | 25 juillet 1964    | 1               | 322                |
| 62    | France           | 6–9           | Angleterre       | 27 février 1965    | 4               | 217                |
| 63    | Angleterre       | 6–11          | Pays de Galles   | 15 janvier 1966    | 1               | 312                |
| 64    | Pays de Galles   | 6–9           | Irlande          | 12 mars 1966       | 1               | 66                 |
| 65    | Irlande          | 3–8           | Angleterre       | 11 février 1967    | 1               | 336                |
| 66    | Angleterre       | 12–16         | France           | 25 février 1967    | 0               | 14                 |
| 67    | France           | 3–26          | Afrique du Sud   | 15 juillet 1967    | 1               | 140                |
| 68    | Afrique du Sud   | 14–19         | France           | 29 juillet 1967    | 0               | 14                 |
| 69    | France           | 15–21         | Nouvelle-Zélande | 25 novembre 1967   | 1               | 119                |
| 70    | Nouvelle-Zélande | 6–17          | Afrique du Sud   | 25 juillet 1970    | 8               | 973 ~2,7 ans       |
| 71    | Afrique du Sud   | 8–9           | Nouvelle-Zélande | 8 aout 1970        | 0               | 14                 |
| 72    | Nouvelle-Zélande | 3–14          | Afrique du Sud   | 29 aout 1970       | 0               | 21                 |
| 73    | Afrique du Sud   | 9–18          | Angleterre       | 3 juin 1972        | 6               | 644 ~1,8 an        |
| 74    | Angleterre       | 0–9           | Nouvelle-Zélande | 6 juin 1973        | 0               | 217                |
| 75    | Nouvelle-Zélande | 6–13          | France           | 10 février 1973    | 1               | 35                 |
| 76    | France           | 6–14          | Angleterre       | 24 février 1973    | 0               | 14                 |
| 77    | Angleterre       | 14–16         | Écosse           | 2 février 1974     | 3               | 343                |
| 78    | Écosse           | 6–9           | Irlande          | 2 mars 1974        | 0               | 28                 |
| 79    | Irlande          | 6–15          | Nouvelle-Zélande | 23 novembre 1974   | 0               | 266                |
| 80    | Nouvelle-Zélande | 7–16          | Afrique du Sud   | 24 juillet 1976    | 2               | 609 ~1,7 an        |
| 81    | Afrique du Sud   | 9–15          | Nouvelle-Zélande | 14 aout 1976       | 0               | 21                 |
| 82    | Nouvelle-Zélande | 10–15         | Afrique du Sud   | 4 septembre 1976   | 0               | 21                 |
| 83    | Afrique du Sud   | 9–14          | Nouvelle-Zélande | 15 aout 1981       | 3               | 1806 ~5 ans        |
| 84    | Nouvelle-Zélande | 12–24         | Afrique du Sud   | 29 aout 1981       | 0               | 14                 |
| 85    | Afrique du Sud   | 22–25         | Nouvelle-Zélande | 12 septembre 1981  | 0               | 14                 |
| 86    | Nouvelle-Zélande | 16-19         | Australie        | 28 aout 1982       | 4               | 350                |
| 87    | Australie        | 18-33         | Nouvelle-Zélande | 11 septembre 1982  | 0               | 14                 |
| 88    | Nouvelle-Zélande | 9–15          | Angleterre       | 19 novembre 1983   | 2               | 434 ~1,2 an        |
| 89    | Angleterre       | 6–18          | Écosse           | 4 février 1984     | 0               | 77                 |
| 90    | Écosse           | 22–28         | Roumanie         | 20 mai 1984        | 2               | 106                |
| 91    | Roumanie         | 3–18          | France           | 10 novembre 1984   | 0               | 174                |
| 92    | France           | 16–24         | Argentine        | 22 juin 1985       | 8               | 224                |
| 93    | Argentine        | 15–23         | France           | 29 juin 1985       | 0               | 7                  |
| 94    | France           | 17–18         | Écosse           | 19 janvier 1986    | 4               | 204                |
| 95    | Écosse           | 15–22         | Pays de Galles   | 2 février 1986     | 0               | 14                 |
| 96    | Pays de Galles   | 15–23         | France           | 2 mars 1986        | 1               | 28                 |
| 97    | France           | 13–15         | Argentine        | 31 mai 1986        | 4               | 62                 |
| 98    | Argentine        | 9–22          | France           | 7 juin 1986        | 0               | 35                 |
| 99    | France           | 14–27         | Australie        | 21 juin 1986       | 0               | 14                 |
| 100   | Australie        | 12–13         | Nouvelle-Zélande | 23 aout 1986       | 3               | 63                 |
| 101   | Nouvelle-Zélande | 9–22          | Australie        | 6 septembre 1986   | 0               | 14                 |
| 102   | Australie        | 24–30         | France           | 13 juin 1987       | 5               | 280                |
| 103   | France           | 9–29          | Nouvelle-Zélande | 20 juin 1987       | 0               | 7                  |
| 104   | Nouvelle-Zélande | 9–21          | Australie        | 18 aout 1990       | 17              | 1155 ~3,2 ans      |
| 105   | Australie        | 3–6           | Nouvelle-Zélande | 24 aout 1991       | 3               | 371                |
| 106   | Nouvelle-Zélande | 6–16          | Australie        | 27 10 1991         | 4               | 64                 |
| 107   | Australie        | 23–26         | Nouvelle-Zélande | 25 juillet 1992    | 5               | 272                |
| 108   | Nouvelle-Zélande | 9–15          | Angleterre       | 27 novembre 1993   | 4               | 490 ~1,3 an        |
| 109   | Angleterre       | 12–13         | Irlande          | 19 février 1994    | 1               | 84                 |
| 110   | Irlande          | 13–33         | Australie        | 5 juin 1994        | 1               | 106                |
| 111   | Australie        | 18–27         | Afrique du Sud   | 25 mai 1995        | 7               | 354                |
| 112   | Afrique du Sud   | 16–21         | Australie        | 13 juillet 1996    | 9               | 415 ~1,1 an        |
| 113   | Australie        | 25–32         | Nouvelle-Zélande | 27 juillet 1996    | 0               | 14                 |
| 114   | Nouvelle-Zélande | 22–32         | Afrique du Sud   | 31 aout 1996       | 3               | 35                 |
| 115   | Afrique du Sud   | 32–35         | Nouvelle-Zélande | 19 juillet 1997    | 6               | 322                |
| 116   | Nouvelle-Zélande | 16–24         | Australie        | 11 juillet 1998    | 9               | 357                |
| 117   | Australie        | 13–14         | Afrique du Sud   | 18 juillet 1998    | 0               | 7                  |
| 118   | Afrique du Sud   | 7–13          | Angleterre       | 5 décembre 1998    | 6               | 140                |
| 119   | Angleterre       | 31–32         | Pays de Galles   | 11 avril 1999      | 3               | 127                |
| 120   | Pays de Galles   | 31–38         | Samoa            | 14 octobre 1999    | 7               | 186                |
| 121   | Samoa            | 20–35         | Écosse           | 20 octobre 1999    | 0               | 6                  |
| 122   | Écosse           | 18–30         | Nouvelle-Zélande | 24 octobre 1999    | 0               | 4                  |
| 123   | Nouvelle-Zélande | 31–43         | France           | 31 octobre 1999    | 0               | 7                  |
| 124   | France           | 12–35         | Australie        | 6 novembre 1999    | 0               | 6                  |
| 125   | Australie        | 35–39         | Nouvelle-Zélande | 15 juillet 2000    | 3               | 252                |
| 126   | Nouvelle-Zélande | 23–24         | Australie        | 5 aout 2000        | 1               | 21                 |
| 127   | Australie        | 19–22         | Angleterre       | 18 novembre 2000   | 3               | 105                |
| 128   | Angleterre       | 14–20         | Irlande          | 20 octobre 2001    | 9               | 336                |
| 129   | Irlande          | 29–40         | Nouvelle-Zélande | 17 novembre 2001   | 1               | 28                 |
| 130   | Nouvelle-Zélande | 14–16         | Australie        | 3 aout 2002        | 8               | 259                |
| 131   | Australie        | 31–33         | Afrique du Sud   | 17 aout 2002       | 0               | 14                 |
| 132   | Afrique du Sud   | 10–30         | France           | 9 novembre 2002    | 0               | 84                 |
| 133   | France           | 17–25         | Angleterre       | 15 février 2003    | 2               | 98                 |
| 134   | Angleterre       | 16–17         | France           | 30 aout 2003       | 7               | 196                |
| 135   | France           | 14–45         | Angleterre       | 6 septembre 2003   | 0               | 7                  |
| 136   | Angleterre       | 13–19         | Irlande          | 6 mars 2004        | 9               | 182                |
| 137   | Irlande          | 17–31         | Afrique du Sud   | 12 juin 2004       | 2               | 98                 |
| 138   | Afrique du Sud   | 21–23         | Nouvelle-Zélande | 24 juillet 2004    | 2               | 42                 |
| 139   | Nouvelle-Zélande | 18–23         | Australie        | 7 aout 2004        | 0               | 14                 |
| 140   | Australie        | 19–23         | Afrique du Sud   | 21 aout 2004       | 0               | 14                 |
| 141   | Afrique du Sud   | 12–17         | Irlande          | 13 novembre 2004   | 1               | 84                 |
| 142   | Irlande          | 19–26         | France           | 12 mars 2005       | 5               | 119                |
| 143   | France           | 13–27         | Afrique du Sud   | 25 juin 2005       | 2               | 105                |
| 144   | Afrique du Sud   | 12–30         | Australie        | 9 juillet 2005     | 0               | 14                 |
| 145   | Australie        | 20–33         | Afrique du Sud   | 23 juillet 2005    | 0               | 14                 |
| 146   | Afrique du Sud   | 12–30         | Nouvelle-Zélande | 27 aout 2005       | 2               | 35                 |
| 147   | Nouvelle-Zélande | 20–21         | Afrique du Sud   | 2 septembre 2006   | 13              | 371                |
| 148   | Afrique du Sud   | 15–32         | Irlande          | 11 novembre 2006   | 1               | 70                 |
| 149   | Irlande          | 17–20         | France           | 11 février 2007    | 3               | 92                 |
| 150   | France           | 18–26         | Angleterre       | 11 mars 2007       | 1               | 28                 |
| 151   | Angleterre       | 18–27         | Pays de Galles   | 17 mars 2007       | 0               | 6                  |
| 152   | Pays de Galles   | 23–29         | Australie        | 26 mai 2007        | 0               | 70                 |
| 153   | Australie        | 19–22         | Afrique du Sud   | 16 juin 2007       | 2               | 21                 |
| 154   | Afrique du Sud   | 21–26         | Nouvelle-Zélande | 23 juin 2007       | 0               | 7                  |
| 155   | Nouvelle-Zélande | 15–20         | Australie        | 30 juin 2007       | 0               | 7                  |
| 156   | Australie        | 12–26         | Nouvelle-Zélande | 21 juillet 2007    | 1               | 21                 |
| 157   | Nouvelle-Zélande | 18–20         | France           | 6 octobre 2007     | 4               | 77                 |
| 158   | France           | 9–14          | Angleterre       | 13 octobre 2007    | 0               | 7                  |
| 159   | Angleterre       | 6–15          | Afrique du Sud   | 20 octobre 2007    | 0               | 7                  |
| 160   | Afrique du Sud   | 8–19          | Nouvelle-Zélande | 5 juillet 2008     | 4               | 259                |
| 161   | Nouvelle-Zélande | 28–30         | Afrique du Sud   | 12 juillet 2008    | 0               | 7                  |
| 162   | Afrique du Sud   | 9–16          | Australie        | 19 juillet 2008    | 0               | 7                  |
| 163   | Australie        | 10–39         | Nouvelle-Zélande | 2 aout 2008        | 1               | 14                 |
| 164   | Nouvelle-Zélande | 22–27         | France           | 13 juin 2009       | 8               | 315                |
| 165   | France           | 10–14         | Nouvelle-Zélande | 20 juin 2009       | 0               | 7                  |
| 166   | Nouvelle-Zélande | 19–28         | Afrique du Sud   | 25 juillet 2009    | 2               | 35                 |
| 167   | Afrique du Sud   | 6–21          | Australie        | 12 septembre 2009  | 3               | 49                 |
| 168   | Australie        | 6–33          | Nouvelle-Zélande | 19 septembre 2009  | 0               | 7                  |
| 169   | Nouvelle-Zélande | 24–26         | Australie        | 30 octobre 2010    | 14              | 406 ~1,1 an        |
| 170   | Australie        | 18–35         | Angleterre       | 13 novembre 2010   | 1               | 14                 |
| 171   | Angleterre       | 11–21         | Afrique du Sud   | 27 novembre 2010   | 1               | 14                 |
| 172   | Afrique du Sud   | 20–39         | Australie        | 27 juillet 2011    | 0               | 242                |
| 173   | Australie        | 14–30         | Nouvelle-Zélande | 6 aout 2011        | 0               | 10                 |
| 174   | Nouvelle-Zélande | 5–18          | Afrique du Sud   | 20 aout 2011       | 0               | 14                 |
| 175   | Afrique du Sud   | 9–11          | Australie        | 9 octobre 2011     | 4               | 50                 |
| 176   | Australie        | 6–20          | Nouvelle-Zélande | 16 octobre 2011    | 0               | 7                  |
| 177   | Nouvelle-Zélande | 21–38         | Angleterre       | 1 décembre 2012    | 14              | 412                |
| 178   | Angleterre       | 3–30          | Pays de Galles   | 16 mars 2013       | 4               | 95                 |
| 179   | Pays de Galles   | 8–23          | Japon            | 8 juin 2013        | 1               | 94                 |
| 180   | Japon            | 6–54          | Nouvelle-Zélande | 2 novembre 2013    | 2               | 147                |
| 181   | Nouvelle-Zélande | 25–27         | Afrique du Sud   | 4 octobre 2014     | 11              | 336                |
| 182   | Afrique du Sud   | 15–29         | Irlande          | 8 décembre 2014    | 1               | 64                 |
| 183   | Irlande          | 16–23         | Pays de Galles   | 14 mars 2015       | 5               | 96                 |
| 184   | Pays de Galles   | 21–35         | Irlande          | 8 aout 2015        | 1               | 147                |
| 185   | Irlande          | 10–16         | Pays de Galles   | 29 aout 2015       | 1               | 21                 |
| 186   | Pays de Galles   | 6–15          | Australie        | 10 octobre 2015    | 4               | 42                 |
| 187   | Australie        | 17–34         | Nouvelle-Zélande | 31 octobre 2015    | 2               | 21                 |
| 188   | Nouvelle-Zélande | 29–40         | Irlande          | 5 novembre 2016    | 10              | 371                |
| 189   | Irlande          | 9–21          | Nouvelle-Zélande | 19 novembre 2016   | 1               | 14                 |
| 190   | Nouvelle-Zélande | 18–23         | Australie        | 21 octobre 2017    | 8               | 336                |
| 191   | Australie        | 6–30          | Angleterre       | 18 novembre 2017   | 2               | 28                 |
| 192   | Angleterre       | 13–25         | Écosse           | 24 février 2018    | 3               | 98                 |
| 193   | Écosse           | 8–28          | Irlande          | 10 mars 2018       | 0               | 14                 |
| 194   | Irlande          | 8–19          | Australie        | 9 juin 2018        | 1               | 91                 |
| 195   | Australie        | 21–26         | Irlande          | 16 juin 2018       | 0               | 7                  |
| 196   | Irlande          | 20–32         | Angleterre       | 2 février 2019     | 5               | 231                |
| 197   | Angleterre       | 13–21         | Pays de Galles   | 23 février 2019    | 1               | 21                 |
| 198   | Pays de Galles   | 19–33         | Angleterre       | 12 aout 2019       | 2               | 170                |
| 199   | Angleterre       | 6–13          | Pays de Galles   | 17 aout 2019       | 0               | 5                  |
| 200   | Pays de Galles   | 17–22         | Irlande          | 31 aout 2019       | 0               | 14                 |
| 201   | Irlande          | 12–19         | Japon            | 28 septembre 2019  | 2               | 28                 |
| 202   | Japon            | 3–26          | Afrique du Sud   | 20 octobre 2019    | 2               | 22                 |
| 203   | Afrique du Sud   | 26–28         | Australie        | 12 septembre 2021  | 5               | 693                |
| 204   | Australie        | 13–15         | Écosse           | 7 novembre 2021    | 4               | 56                 |
| 205   | Écosse           | 15–30         | Afrique du Sud   | 13 novembre 2021   | 0               | 6                  |
| 206   | Afrique du Sud   | 26–27         | Angleterre       | 20 novembre 2021   | 0               | 7                  |
| 207   | Angleterre       | 17–20         | Écosse           | 5 février 2022     | 0               | 76                 |
| 208   | Écosse           | 17–20         | Pays de Galles   | 12 février 2022    | 0               | 7                  |
| 209   | Pays de Galles   | 19–23         | Angleterre       | 26 02 2022         | 0               | 14                 |
| 210   | Angleterre       | 15–32         | Irlande          | 12 mars 2022       | 0               | 14                 |
| 211   | Irlande          | 19–42         | Nouvelle-Zélande | 02 juillet 2022    | 1               | 112                |
| 212   | Nouvelle-Zélande | 12–23         | Irlande          | 9 juillet 2022     | 0               | 7                  |
| 213   | Irlande          | 24–28         | Nouvelle-Zélande | 14 octobre 2023    | 16              | 462                |
| 214   | Nouvelle-Zélande | 11–12         | Afrique du Sud   | 28 octobre 2023    | 1               | 14                 |
| 215   | Afrique du Sud   | 24–25         | Irlande          | 13 juillet 2024    | 2               | 8 mois et 15 jours |
| 216   | Irlande          | 13–23         | Nouvelle-Zélande | 8 novembre 2024    | 0               | 3 mois et 26 jours |
| 217   | Nouvelle-Zélande | 29–30         | France           | 16 novembre 2024   | 0               | 8                  |
| 218   | France           | 25-26         | Angleterre       | 8 février 2025     | 2               | 2 mois et 23 jours |
| 219   | Angleterre       |               |                  |                    | 3               | 4 mois et 28 jours |